# Kim Dam
Kim Dam (en coréen 김담 / 金淡), né en 1416 et mort en 1464, est un homme politique, astronome et scientifique coréen de la période Joseon. Son surnom était Musongheon (무송헌 / 撫松軒). Il a contribué à la littérature coréenne, à la géographie et aux calculs du calendrier luni-solaire coréen.

## Livres
- Musongheonjip (무송헌문집 / 撫松 軒 文集)
- Livre de Sir. Kim Mun-jeol (김문절공일고 / 金文節公逸稿)
- Jegayeoksangjip (제가역상집 / 諸的曆象集)